# Saint-Gildas
Saint-Gildas é uma comuna francesa na região administrativa da Bretanha, no departamento Côtes-d'Armor. Estende-se por uma área de 15,39 km². Em 2010 a comuna tinha 268 habitantes (densidade: 17,4 hab./km²).